# Mersey

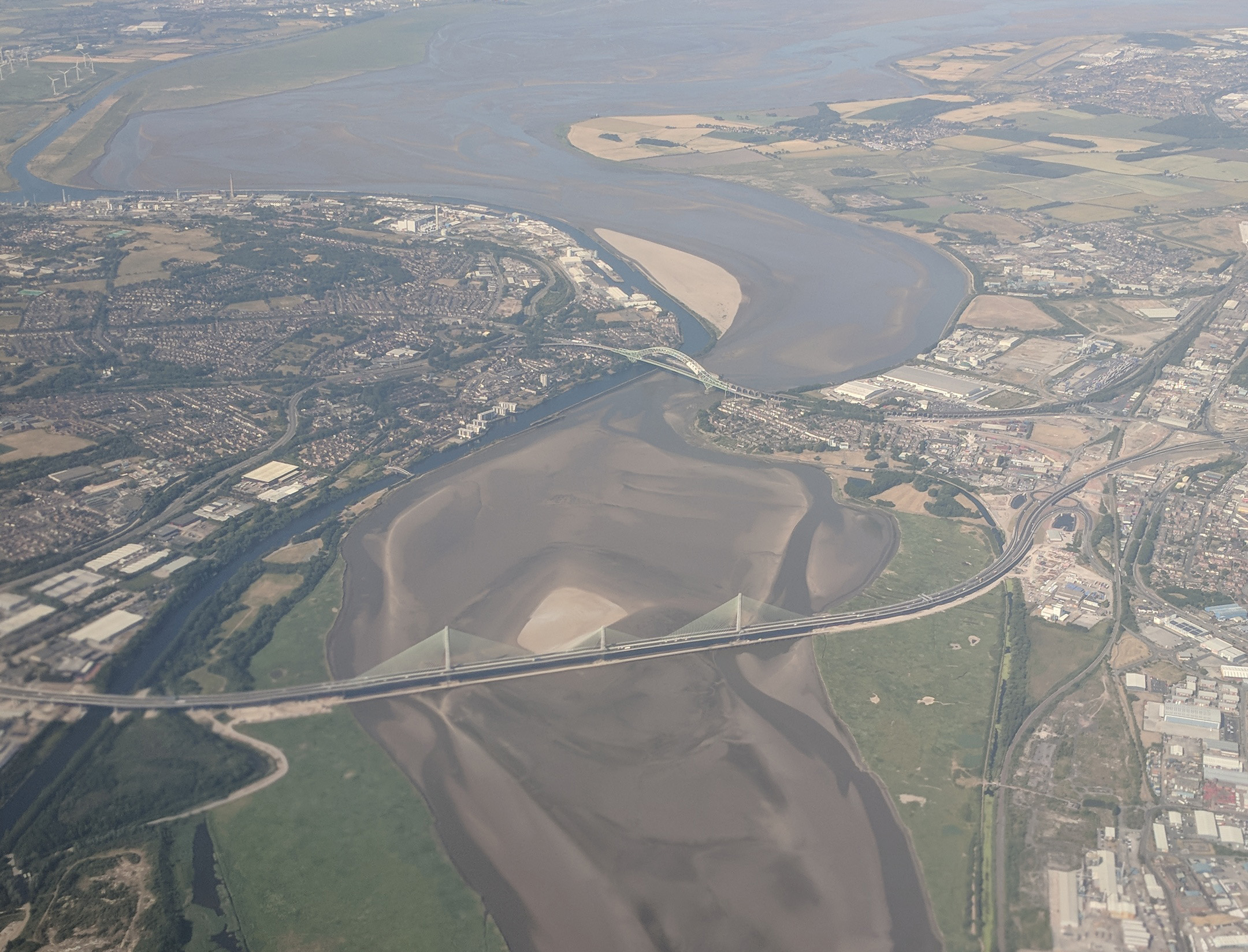
De versmalling bij Runcorn

De Mersey is een rivier in Noordwest-Engeland.

## Loop en ligging
De rivier ontstaat uit de samenvloeiing van drie rivieren, de Etherow, de Goyt en de Tame nabij Stockport in Greater Manchester. De loop van de rivier is deels verdwenen omdat ze opgenomen wordt door het Manchester Ship Canal. Vanaf Rixton loopt de rivier weer in eigen bedding en vanaf de stuw bij Warrington in Cheshire wordt ze getijdenrivier. De totale lengte van de rivier bedraagt 113 kilometer.
Te Runcorn vernauwt de rivier sterk waarna ze een tot elf kilometer breed estuarium vormt tot de monding in de Ierse Zee te Liverpool op de rechteroever en Birkenhead op de linkeroever, tussen beide steden is er een veerbootverbinding.
Het oostelijke deel van het estuarium is sterk onderhevig aan verzilting, en deze "wetlands" vormen een belangrijk natuurgebied.

## Bruggen en tunnels
Bij Warrington ligt al sinds de middeleeuwen een brug, maar de meest gangbare manier om de rivier over te steken was per boot. Dit was niet zonder gevaar, de veerboten waren moeilijk vanaf land te bereiken, slecht onderhouden en lekten. Klachten over de afschuwelijke omstandigheden werden meer dan 40 jaar lang consequent gemeld in de lokale en nationale pers. Pas aan het begin van de 19e eeuw trad een verbetering op met de introductie van stoomveerboten.
Tussen Runcorn en Widnes liggen de laatste bruggen over de rivier (spoor en wegverbinding). De vaste wegverbinding kwam er in 1961 als vervanging van de Zweefbrug die tot dan toe in gebruik was op deze plek. Te Liverpool liggen de Mersey Tunnels: twee wegtunnels naar Birkenhead en Wallasey en een spoorwegtunnel.

## Fort en vuurtoren
Aan de kust, bij de monding ligt Fort Perch Rock. Het fort werd in 1826 gebouwd ter verdediging van Liverpool en Birkenhead. Het fort ligt bij eb droog, maar bij vloed geeft een brug toegang tot het fort. De muren van het fort zijn tussen de zeven en tien meter hoog en er zijn ronde hoektorens. De bewapening bestond uit achttien kanonnen die de hoofdingang voor de scheepvaart naar de Mersey dekte. De schepen passeerden op minder dan een kilometer van de kanonnen en het fort raakte bekend als het "Kleine Gibraltar van de Mersey". Het fort werd in 1956 door het Ministerie van Oorlog buiten gebruik gesteld. Het werd verkocht aan de familie Darroch, die het fort altijd nog in eigendom heeft. Het is in gebruik als museum.
Naast het fort staat een vuurtoren, New Brighton Lighthouse en ook wel bekend als de Perch Rock Lighthouse. De vuurtoren heeft geen maritieme functie meer.

## Trivia
De rivier werd internationaal vooral bekend omwille van de zogenaamde Merseybeat, de popmuziek van groepen zoals Gerry & the Pacemakers afkomstig uit de streek rond Liverpool, met o.a. hun hit Ferry Cross the Mersey.